# قائمة مواضيع إدارة وهندسة الجودة

## مفاهيم
- جودة
- توجيهات
- ضبط الجودة
- ضمان الجودة
- تدقيق الجودة
- هندسة الجودة
- تخطيط الجودة
- إدارة الجودة
- الجودة الشاملة
- إدارة الجودة الشاملة
- الجودة العالمية
- ضروريات الجودة
- نشر وظيفة الجودة
- حلقات الجودة
- ضمان الجودة (برمجيات)
- جودة معتمدة على السوق
- خاصية حرجة للجودة
- انعدام العيوب
- جودة وتكلفة وتسليم
- تدقيق داخلي
- التحكم بالتغيير
- الممارسة الهندسية الجيدة
- ممارسة التصنيع الجيد
- نظرية الحيود السداسي
- متطلب لاوظيفي
- جودة البرمجيات
- نظام التحسين المستمر والمراقبة المركزة
- مؤشر جودة السلسلة الباردة
- إدارة العمليات
- الإنتاجية البرمجية
- تصميم احتمالي
- مراجعة الأقران
- تصميم بديهي
- بنية تحتية للجودة

## أدوات
- مدرج تكراري
- منحنى الجرس
- اختبار حلقي
- مخطط الرقابة
- مخطط باريتو
- سجل تحليل فعالية التكلفة

## معايير
- أيزو 9000
- أيزو/آي إي سي 17025
- معايير جودة الخدمات الصيدلانية

## شخصيات
- كارو إيشيكاوا
- فيليب كروسبي
- ويليام ديمنغ
- جوزيف جوران
- مارتن متشلنير
- ارماند فيجبنوم
- يوجي أكاو

## مهن
- خبير جودة

## جمعيات
- مركز إدارة الجودة الفلمنكي
- الشبكة العربية لضمان الجودة في التعليم العالي
- الجمعية الأمريكية للجودة
- مؤسسة أومنكس
- جمعية جودة البرمجيات
- المجلس السعودي للجودة

## جوائز
- جائزة مدير الجودة المثالي
- جائزة تميز المؤسسة الأوروبية لإدارة الجودة
- جائزة ديمنج